# Vittorio Filippo Ferrero-Fieschi

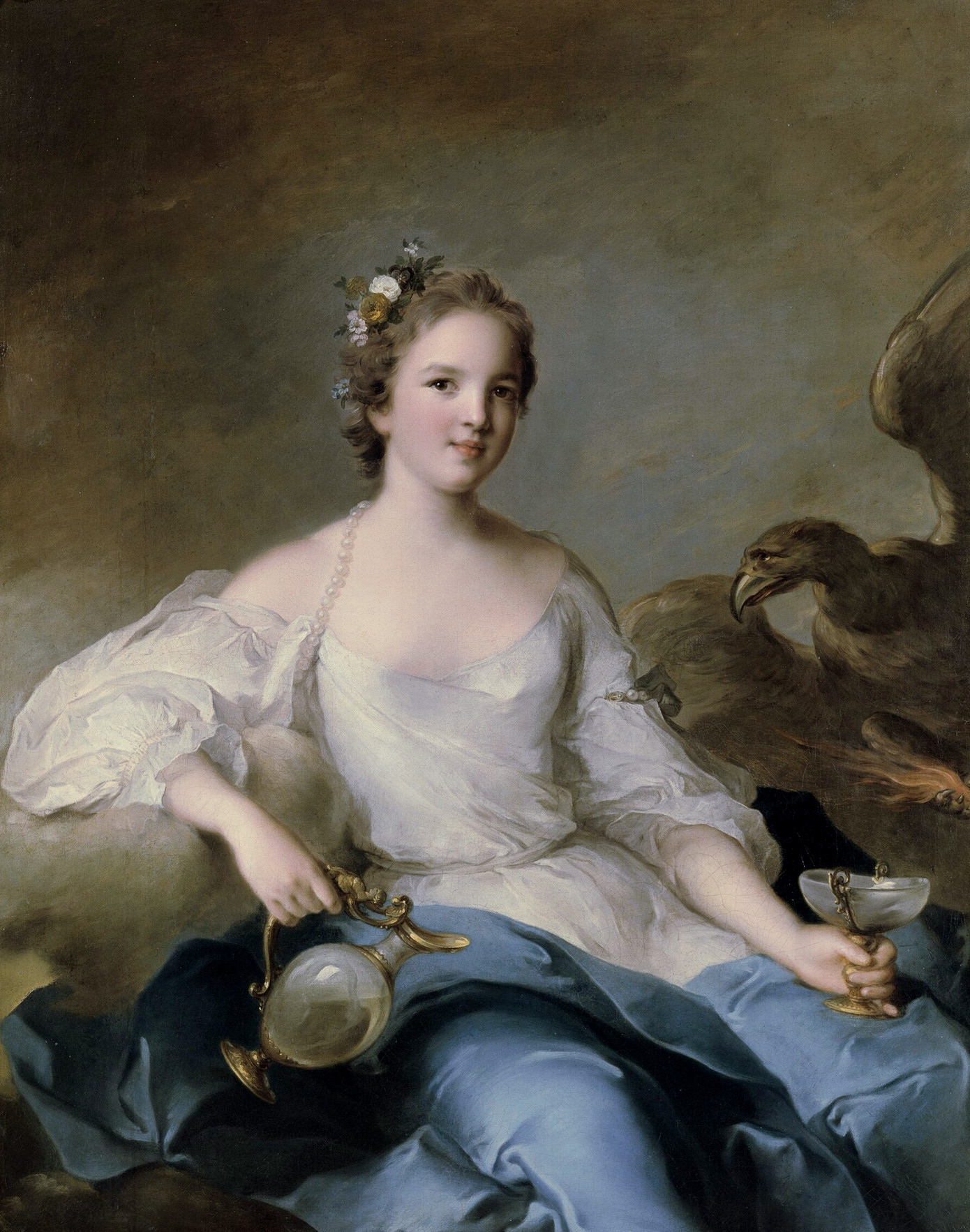
Charlotte Louise de Rohan, moglie di Vittorio Filippo, ritratta da Nattier, 1738.

Vittorio Filippo Amedeo Luigi Ferrero-Fieschi di Masserano (in spagnolo Felipe Víctor Amadeo Ferrero Fieschi y Caracciolo ed in francese Victor Philippe Amédée; Madrid, 20 ottobre 1713 – Barcellona, 26 ottobre 1777) è stato un nobile, militare e diplomatico italiano naturalizzato spagnolo al servizio del Regno di Spagna. Fu l'ultimo effettivo principe di Masserano e marchese di Crevacuore.

## Biografia
Vittorio Filippo nacque a Madrid, il 20 ottobre 1713, dove suo padre Vittorio Amedeo (nipote materno di Carlo Emanuele II) si era trasferito (probabilmente con l'aiuto di Guido Giacinto Besso, tenente generale e ambasciatore in Russia), allontanandosi dalle tensioni politiche del suo principato. Come il padre (che fu ambasciatore di Spagna a Torino), ben presto divenne un personaggio rilevante nella corte spagnola.

### La carriera diplomatica
Intraprese la carriera diplomatica, dopo una lunga parentesi da militare come capitano generale, e fu inviato ambasciatore a Londra, nel Regno Unito dal 1763 al 1777. Fu anche capitano della Guardia Real e consigliere di stato e di guerra del re.
In viaggio in Francia con la moglie, da tempo aveva infatti espresso il desiderio di ricevere l'incarico di ambasciatore: fu accontentato dall'amico Girolamo Grimaldi (diventato segretario di stato) che fece curare i delicati rapporti della Spagna col Regno Unito. Importante fu il contributo del principe nella risoluzione della crisi delle Isole Falkland (1770), che come ambasciatore straordinario di Carlo III, intrattenne un carteggio col conte di Rochford, Guglielmo Enrico, segretario di stato e diplomatico inglese: il documento passò alla storia come la Dichiarazione Masserano, un compromesso che in parte soddisfaceva le richieste del Regno Unito, e stemperò le tensioni diplomatiche. Stanco e già malato, ottenne una lunga aspettativa e, lasciando l'incarico di affari al suo segretario Francisco de Escarano, fu assente dal 21 agosto 1772 al 26 maggio 1775.
Le dimissioni di Grimaldi (9 novembre 1776) furono per lui un duro colpo. Sempre più malato, chiese e ottenne una nuova licenza temporanea per tornare in Spagna e riprendersi. Lasciò Londra il 16 settembre 1777 e arrivò a Barcellona il 19 ottobre, dove morì il 26 dello stesso mese e fu sepolto il 28 nella chiesa di San Miguel.

### La cessione del principato
Alla morte del padre, Vittorio Filippo ne ereditò tutti i possedimenti e titoli annessi, nonché le onorificenze, concessi ius sanguinis dal re di Sardegna Carlo Emanuele III di Savoia, con lettere patenti e con l'investitura del papa (essendo il principato sotto il controllo della Santa Sede). Probabilmente durante il periodo di successione famigliare, tornò in Piemonte, alloggiando nei suoi possedimenti.
Vittorio Filippo, nonostante il declino della autorità e l'inquietudine dei sottoposti, tentò sulla carta delle riforme, seppure tardive, ma il pontefice Benedetto XIV, desideroso di liberarsi dell'ormai scomodo feudo nominò il re diretto vicario del possedimento.
Il 20 marzo 1767 Vittorio Filippo alienò il principato e il marchesato al re sabaudo per 400.000 lire, conservando i titoli ereditari e il potere di bassa giurisdizione. Il figlio e successore Carlo Sebastiano dovette subire l'occupazione napoleonica, il 13 dicembre 1798, e l'unione di Masserano e Crevacuore alla municipalità di Vercelli. Le decisioni del Congresso di Vienna, infine, sancirono la definitiva perdita dell'indipendenza dell'ex feudo pontificio e l'annessione al regno di Sardegna.

### Matrimonio e discendenza
Il 26 ottobre 1737 sposò Charlotte Louise de Rohan (Parigi, 12 marzo 1722 – Madrid, 3 ottobre 1786), figlia di Hercule Mériadec de Rohan-Guéméné e di Louise de Rohan, da cui ebbe due figli e probabilmente una figlia:
- un parto nel 1740, probabilmente una femmina, morta prematuramente;[8]
- Ferdinando Antonio[8][10], nel 1746, anch'egli morto prematuramente;
- Carlo Sebastiano[11] (Madrid, 19 gennaio 1760[8] – 7 agosto 1826[12]), dopo le due morti premature del fratello e della sorella, rimase l'unico maschio superstite della dinastia, essendo morti anche i fratelli di Vittorio Filippo.[8] Fu militare e ambasciatore di Spagna a Parigi, si sposò ed ebbe figli.[12]

## Ascendenza
|                                                            |                                                |                                                 | Genitori                                                     |  |  | Nonni |  |  | Bisnonni                                                      |  |  | Trisnonni                                             |  |
|                                                            |                                                |                                                 |                                                              |  |  |       |  |  | Francesco Ludovico Ferrero-Fieschi, III principe di Masserano |  |  | Paolo Besso Ferrero-Fieschi, II principe di Masserano |  |
|                                                            |                                                |                                                 |                                                              |  |  |       |  |  | Francesco Ludovico Ferrero-Fieschi, III principe di Masserano |  |  | Paolo Besso Ferrero-Fieschi, II principe di Masserano |  |
|                                                            |                                                | Margherita del Carretto                         |                                                              |  |  |       |  |  | Francesco Ludovico Ferrero-Fieschi, III principe di Masserano |  |  |                                                       |  |
| Carlo Besso Ferrero-Fieschi, IV principe di Masserano      |                                                |                                                 |                                                              |  |  |       |  |  | Francesco Ludovico Ferrero-Fieschi, III principe di Masserano |  |  |                                                       |  |
|                                                            |                                                | Francesca Maria Cristina Simiana di Pianezza    | Carlo Emanuele Giacinto di Simiana, III marchese di Pianezza |  |  |       |  |  |                                                               |  |  |                                                       |  |
|                                                            |                                                | Francesca Maria Cristina Simiana di Pianezza    | Carlo Emanuele Giacinto di Simiana, III marchese di Pianezza |  |  |       |  |  |                                                               |  |  |                                                       |  |
|                                                            |                                                | Francesca Maria Cristina Simiana di Pianezza    | Giovanna Arborio di Gattinara                                |  |  |       |  |  |                                                               |  |  |                                                       |  |
| Vittorio Amedeo Ferrero-Fieschi, V principe di Masserano   |                                                | Francesca Maria Cristina Simiana di Pianezza    |                                                              |  |  |       |  |  |                                                               |  |  |                                                       |  |
|                                                            |                                                | Carlo Emanuele II di Savoia, XIV duca di Savoia | Vittorio Amedeo I di Savoia                                  |  |  |       |  |  |                                                               |  |  |                                                       |  |
|                                                            |                                                | Carlo Emanuele II di Savoia, XIV duca di Savoia | Vittorio Amedeo I di Savoia                                  |  |  |       |  |  |                                                               |  |  |                                                       |  |
|                                                            |                                                | Carlo Emanuele II di Savoia, XIV duca di Savoia | Maria Cristina di Borbone-Francia                            |  |  |       |  |  |                                                               |  |  |                                                       |  |
| Cristina Ippolita di Savoia                                |                                                | Carlo Emanuele II di Savoia, XIV duca di Savoia |                                                              |  |  |       |  |  |                                                               |  |  |                                                       |  |
|                                                            |                                                | Jeanne Marie de Trécesson, marchesa di Cavour   | Paul de Trécesson, conte                                     |  |  |       |  |  |                                                               |  |  |                                                       |  |
|                                                            |                                                | Jeanne Marie de Trécesson, marchesa di Cavour   | Paul de Trécesson, conte                                     |  |  |       |  |  |                                                               |  |  |                                                       |  |
|                                                            |                                                | Jeanne Marie de Trécesson, marchesa di Cavour   | Jeanne de Bruc de la Rabaliere                               |  |  |       |  |  |                                                               |  |  |                                                       |  |
| Vittorio Filippo Ferrero-Fieschi, VI principe di Masserano |                                                | Jeanne Marie de Trécesson, marchesa di Cavour   |                                                              |  |  |       |  |  |                                                               |  |  |                                                       |  |
|                                                            | Marino V Caracciolo, IV principe di Santobuono | Ferrante Caracciolo, III principe di Santobuono |                                                              |  |  |       |  |  |                                                               |  |  |                                                       |  |
|                                                            | Marino V Caracciolo, IV principe di Santobuono | Ferrante Caracciolo, III principe di Santobuono |                                                              |  |  |       |  |  |                                                               |  |  |                                                       |  |
|                                                            | Marino V Caracciolo, IV principe di Santobuono | Chiara Loffredo                                 |                                                              |  |  |       |  |  |                                                               |  |  |                                                       |  |
| Carmine Nicolao Caracciolo, V principe di Santobuono       | Marino V Caracciolo, IV principe di Santobuono |                                                 |                                                              |  |  |       |  |  |                                                               |  |  |                                                       |  |
|                                                            |                                                | Giovanna Caracciolo di Torella                  | Giuseppe Caracciolo, I principe di Torella                   |  |  |       |  |  |                                                               |  |  |                                                       |  |
|                                                            |                                                | Giovanna Caracciolo di Torella                  | Giuseppe Caracciolo, I principe di Torella                   |  |  |       |  |  |                                                               |  |  |                                                       |  |
|                                                            |                                                | Giovanna Caracciolo di Torella                  | Costanza di Capua                                            |  |  |       |  |  |                                                               |  |  |                                                       |  |
| Giovanna Irene Caracciolo                                  |                                                | Giovanna Caracciolo di Torella                  |                                                              |  |  |       |  |  |                                                               |  |  |                                                       |  |
|                                                            |                                                | Francesco Ruffo, IV duca di Bagnara             | Carlo Ruffo, III duca di Bagnara                             |  |  |       |  |  |                                                               |  |  |                                                       |  |
|                                                            |                                                | Francesco Ruffo, IV duca di Bagnara             | Carlo Ruffo, III duca di Bagnara                             |  |  |       |  |  |                                                               |  |  |                                                       |  |
|                                                            |                                                | Francesco Ruffo, IV duca di Bagnara             | Costanza Boncompagni                                         |  |  |       |  |  |                                                               |  |  |                                                       |  |
| Costanza Ruffo Lanza                                       |                                                | Francesco Ruffo, IV duca di Bagnara             |                                                              |  |  |       |  |  |                                                               |  |  |                                                       |  |
|                                                            |                                                | Giovanna Lanza                                  | Lorenzo II Lanza, conte di Mussomeli                         |  |  |       |  |  |                                                               |  |  |                                                       |  |
|                                                            |                                                | Giovanna Lanza                                  | Lorenzo II Lanza, conte di Mussomeli                         |  |  |       |  |  |                                                               |  |  |                                                       |  |
|                                                            |                                                | Giovanna Lanza                                  | Luisa Moncada                                                |  |  |       |  |  |                                                               |  |  |                                                       |  |
|                                                            |                                                | Giovanna Lanza                                  |                                                              |  |  |       |  |  |                                                               |  |  |                                                       |  |